# Zeche St. Josephus
Die Zeche St. Josephus im Wittener Ortsteil Vormholz ist ein ehemaliges Steinkohlenbergwerk. Das Bergwerk war auch unter den Namen Zeche St. Joseph und Zeche Joseph bekannt. Das Bergwerk befand sich gemäß der Niemeyerschen Karte an der heutigen Vormholder Straße im Bereich westlich der heutigen Reithalle.

## Bergwerksgeschichte
Das Bergwerk war bereits im Jahr 1787 in der Niemeyerschen Situationskarte aufgeführt. Im Oktober des Jahres 1824 wurde der Stollen im Waldbachtal wieder in Betrieb genommen. Im selben Jahr wurde der Schacht Friedrich abgeteuft. Im darauffolgenden Jahr ging der Schacht Friedrich in Förderung. Am 8. Januar des Jahres 1826 wurden die beiden Längenfelder St. Josephus I und St. Josephus II verliehen. Im Jahr 1830 waren die Schächte Wilhelm und Friedrich in Förderung. Im Jahr 1835 war der Schacht Caroline in Förderung. Am 22. Februar des Jahres 1838 wurde ein Längenfeld als Beilehn verliehen. Im Jahr 1840 waren der Schacht Amalie und der Schacht Ende in Betrieb. Im Jahr 1845 war Schacht Ende in Förderung. Am 31. August des Jahres 1847 wurde das Bergwerk stillgelegt.
Im Jahr 1873 wurde das Bergwerk wieder in Betrieb genommen. Der tonnlägige Schacht Wilhelm wurde vom St. Johannes Erbstollen aus aufgewältigt. Außerdem wurde das Abhauen zum St. Johannes Erbstollen aufgewältigt. Im Jahr 1875 wurde noch Vorrichtung betrieben. Am 1. Juni des Jahres 1878 wurde das Bergwerk erneut stillgelegt und am 1. April des Jahres 1890 wieder in Betrieb genommen. Das Bergwerk hatte mittlerweile einen neuen Schacht geteuft. Der Schacht war seiger ausgeführt und hatte eine Teufe von 34 Metern. Im darauffolgenden Jahr war das Bergwerk in den Monaten Februar bis September außer Betrieb. Am 15. Mai des Jahres 1892 wurde die Zeche St. Josephus endgültig stillgelegt. Im Jahr 1906 wurde das Grubenfeld durch den Laurentius-Erbstollen gelöst. Im Jahr 1911 wurde das Bergwerk von der Zeche Blankenburg übernommen. Im Jahr 1928 wurden die Berechtsame St. Josephus I und Josephus II von der Zeche Cleverbank erworben.

## Förderung und Belegschaft
Die ersten bekannten Förderzahlen stammen aus dem Jahr 1830, es wurde eine Förderung von 778 Tonnen Steinkohle erbracht. Im Jahr 1835 wurden 1402 Tonnen Steinkohle gefördert. Im Jahr 1840 wurde eine Förderung von 4874 ⅝ preußische Tonnen Steinkohle erbracht. Im Jahr 1842 wurden 2883 preußische Tonnen Steinkohle gefördert. Die ersten bekannten Belegschaftszahlen stammen aus dem Jahr 1845, in diesem Jahr wurden mit fünf Bergleuten eine Förderung von 680 Tonnen Steinkohle erbracht. Im Jahr 1875 förderten sechs Bergleute 18 Tonnen Steinkohle. Im Jahr 1876 wurden mit 15 Beschäftigten 320 Tonnen Steinkohle gefördert. Im Jahr 1890 wurde mit 15 Beschäftigten eine Förderung von 995 Tonnen Steinkohle erbracht. Die letzten bekannten Zahlen stammen aus dem Jahr 1891, mit 17 Beschäftigten wurden 360 Tonnen Steinkohle gefördert.